# Bi (astronomie chinoise)
Pour les articles homonymes, voir Bi.
Bi (chinois : 畢宿, pinyin : bì xiù) est une loge lunaire de l'astronomie chinoise. Son étoile référente (c'est-à-dire celle qui délimite la frontière occidentale de la loge) est ε Tauri (Ain). La loge occupe une largeur approximative de 17 degrés. L'astérisme associé à la loge contient, outre cette étoile, sept autres étoiles. En astrologie chinoise, cette loge est associée au groupe du tigre blanc de l'ouest.

## Source
- (en) Francis Richard Stephenson et David A. Green, Historical supernovae and their remnants, Oxford, Oxford University Press, 2002, 252 p. (ISBN 0198507666), page 18.